# Marco Kofler
Marco Kofler (ur. 8 maja 1989 w Innsbrucku) – austriacki piłkarz występujący na pozycji obrońcy, obecnie jest zawodnikiem niemieckiego klubu SV 07 Elversberg.